# Arise
Arise ist das vierte Studioalbum der brasilianischen Metal-Band Sepultura. Es wurde am 25. März 1991 via Roadrunner Records veröffentlicht. Arise gilt unter Fans und Kritikern als eines der besten Alben des Genres und als das beste Album der Band. Es verkaufte sich weltweit über eine Million Mal. Arise zählt zu den 1001 Albums You Must Hear Before You Die.

## Entstehung
Zum ersten Mal nahmen Sepultura ein Album außerhalb ihres Heimatlandes auf. Im August 1990 flog die Band nach Florida, um sich im Proberaum von Morbid Angel auf die Aufnahmen vorzubereiten, die im Morrisound-Studio in Tampa stattfanden. Von ihrer Plattenfirma Roadrunner Records erhielt die Band ein Budget von 40.000 Dollar. Hierdurch war es der Band möglich, länger am Album zu arbeiten. Produzent Scott Burns und Igor Cavalera hatten zum Beispiel eine Woche damit verbracht, den passenden Schlagzeugsound zu finden.
Im Januar 1991 unterbrach die Band die Aufnahmen und trat beim Rock-in-Rio-Festival im Maracanã auf. Anlässlich des Auftritts kam eine Vorabversion des Albums unter dem Namen Arise Rough Mixes auf den Markt. Sepultura spielten als erste Band des Tages. Am letzten Aufnahmetag spielte die Band mit Orgasmatron eine Motörhead-Coverversion ein. Sänger und Gitarrist Max Cavalera erinnerte sich, dass er an diesem Tage alleine eine Flasche Rum getrunken hat und dementsprechend betrunken war. Er konnte sich nicht mehr daran erinnern, wie er trotzdem den Gesang aufgenommen hat.
Das aufgenommene Lied For Our Own God wurde nicht für das Album verwendet, da die Band der Meinung war, dass die Spielzeit von 52 Minuten zu viel wäre. Gemischt wurde Arise von Andy Wallace, der zuvor schon mit Bands wie Slayer und Nirvana gearbeitet hat.
Anlässlich der Veröffentlichung des Albums spielte die Band ein Gratiskonzert am Praça Charles Miller in São Paulo. Über 30.000 Fans und Schaulustige sahen das Konzert, bei dem ein Fan getötet wurde.

„Ich vermute, dass rivalisierende Gangs involviert waren, denn der Junge wurde auf grausame Weise mit einer Axt getötet. Die Schuld schob man auf uns und unsere Musik. Wir begannen gerade erst, berühmt zu werden, aber die Massenmedien nutzten das Unglück, um uns niederzumachen.“

Für die Lieder Dead Embryonic Cells und Arise wurden Musikvideos gedreht. Während Dead Embryonic Cells von MTV in die Rotation aufgenommen wurde, wurde das Arise-Video aufgrund seines apokalyptisch-religiösen Inhalts von MTV aus dem Programm verbannt.

## Hintergrund
Das Titellied Arise ist ein Anti-Kriegslied und wurde vom Golfkrieg inspiriert. Insbesondere ginge es laut Max Cavalera „darum, wie sehr doch manche Leute bereit sind, andere Menschen zu töten – und das nur, weil sie an einen bestimmten Gott glauben“.
Dead Embryonic Cells fasst die Idee auf, dass neugeborene Kinder schon tot sind, bevor sie ihr Leben in die eigene Hand nehmen können, beziehungsweise „die heutige Generation, die schon jetzt faktisch in eine tote Welt hineingeboren“ werde, die von „den Generationen, die vor ihnen lebte, verpestet wurde“ (Max Cavalera).
Desperate Cry beschreibt die Gefühle eines Sterbenden beziehungsweise einer Person, die weiß, dass sie in naher Zukunft sterben wird.
In Murder geht es um den Zustand der brasilianischen Gesellschaft, die von Kriminalität, Drogen, Rassismus und einer korrupten Polizei geprägt sei.
Subtraction behandelt laut Max Cavalera „wie sich die Menschen in den Jahren mit ihrem angehäuften Geld beziehungsweise ihrer angehäuften Macht verändern“.
Altered State und Meaningless Movements befassen sich mit Psychosen wie etwa Schizophrenie.
Under Siege (Regnum Irae) (lat.: Herrschaft des Zorns) behandelt Religionskonflikte und „dass das Gros der Menschen ihre Religion nicht so einfach frei wählen dürfen; sie bekommen sie schon praktisch mit ihrer Geburt raufgedrückt“ (Max Cavalera). Die Inspiration für den Text holte sich Max Cavalera durch den Film Die letzte Versuchung Christi, aus dem er auch rezitiert.
In Infected Voice geht es um die Ängste eines Heranwachsenden, insbesondere „der Angst, einmal die unwiderruflich falschen Entscheidungen treffen zu können“ (Max Cavalera).
Musikalisch zeigte sich auf Arise, dass sich die Band für nichtmetallische Einflüsse öffnete. Während der Aufnahmen hörten die Bandmitglieder Musik von Bands wie The Young Gods, Ministry oder den Einstürzenden Neubauten. Ebenso verwendeten Sepultura erstmals Samples und Soundeffekte, die an Industrial erinnern. Bei Altered State war erstmals südamerikanische Perkussion zu hören.

## Rezeption
Arise belegte im Soundcheck des deutschen Magazins Rock Hard mit einer Durchschnittsnote vom 9,08 den zweiten Platz hinter Victims of Deception von Heathen. Holger Stratmann beschrieb Arise als „einen kommenden Thrash-Klassiker, der sich mit den Highlights von Slayer messen lassen kann“ und vergab 9,5 von 10 Punkten.
Im Soundcheck der Zeitschrift Metal Hammer landete Arise mit 5,4 von 7 möglichen Punkten auf Platz vier, hinter Mind Funks gleichnamigem Debüt, Lean into It von Mr. Big sowie Mane Attraction von White Lion. In seiner Besprechung zog auch Buffo Schnädelbach den Vergleich zu Slayer und meinte, Sepultura gehöre „zu den ganz wenigen Acts, die am ehesten in der Lage sind am Thron der“Thrashgötter„Slayer zu rütteln“. Die neuen Stücke seien „eine konsequente Weiterführung des Beneath the Remains-Materials“, allerdings „ausgeklügelter und besser durcharrangiert“. Schnädelbach vergab die Höchstnote von 7 Punkten für „eines der besten Thrash-Alben der letzten zwei, drei Jahre“.
Arise war das erste Sepultura-Album, dem der Sprung in die US-amerikanischen Albumcharts gelang. Es erreichte Platz 119. Für über 25.000 verkaufte Alben in Indonesien erhielt das Album 1992 eine Goldene Schallplatte.
Die Leser des deutschen Metal Hammers wählten 2005 ihre 100 besten Metal-Alben aller Zeiten. Arise belegte dabei den 60. Platz. Laut Robert Müller wurden Sepultura durch Arise „aus einer belächelten Death-Metal-Prügelhorde aus dem fernen Brasilien auf einmal zur heißesten Nummer des Planeten Metal“. In dem Buch Best of Rock & Metal des deutschen Rock-Hard-Magazins, in dem die nach Meinung der Rock-Hard-Redaktion 500 stärksten Metal- und Hard-Rock-Alben aller Zeiten aufgeführt werden, belegte Arise Platz 25; die beste Platzierung eines Albums von einer südamerikanischen Band. Arise und der Vorgänger Beneath the Remains waren nach Uwe „Buffo“ Schnädelbach die Alben, denen Sepultura „ihren Ruf als Thrash-Metal-Institution zu verdanken haben“.

## Wiederveröffentlichung
Im Jahr 1997 wurde das Album remastert wiederveröffentlicht. Neben den neun Liedern der ursprünglichen Version enthält die Wiederveröffentlichung die Motörhead-Coverversion Orgasmatron sowie die Eigenkompositionen Intro, C.I.U. (Criminals in Uniform) und Desperate Cry im Scott-Burns-Mix.